# بزرگراه ساگارماتا
بزرگراه ساگارماتا (انگلیسی: Sagarmatha Highway) یک بزرگراه که دارای ۱۵۶ کیلومتر طول دارد از بخش ساپتاری در استان شماره ۲ شروع و در بخش کوتانگ در استان شماره ۱ به پایان می‌رسد.
بزرگراه ساگارماتا با هدف اتصال روپاکوت ماجوواگادی با شبکه ملی جاده نپال ساخته شده‌است.